# Romain Gijssels
Romain Gijssels (Denderwindeke, Ninove, Flandes Oriental, 10 de març de 1907 - París, França, 31 de març de 1978) va ser un ciclista belga, anomenat La classe que va córrer entre 1930 i 1936. En el seu palmarès destaquen dues edicions del Tour de Flandes, el 1931 i 1932, i una de la París-Roubaix, el 1932.

## Palmarès
- 1930
  - Vencedor d'una etapa al Critèrium dels Aiglons
- 1931
  - 1r al Tour de Flandes
  - 1r al Gran Premi Wolber
  - Vencedor d'una etapa al Critèrium dels Aiglons
- 1932
  - 1r al Tour de Flandes
  - 1r a la París-Roubaix
  - 1r a la Bordeus-París
  - 1r del Critèrium de Luxemburg
  - Vencedor d'una etapa del Tour de Morbihan
- 1933
  - 1r a la Marsella-Lió
  - 1r del Gran Premi Stadt a Sint Niklaas
  - Vencedor d'una etapa de la París-Saint Étienne
- 1934
  - 1r a la París-Belfort

### Resultats al Tour de França
- 1931. Abandona (16a etapa)
- 1934. 32è de la classificació general